# Condoom

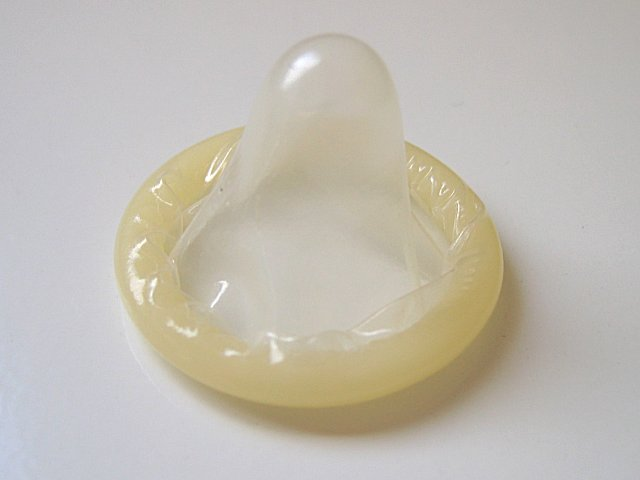
In deze vorm komt het condoom uit de verpakking

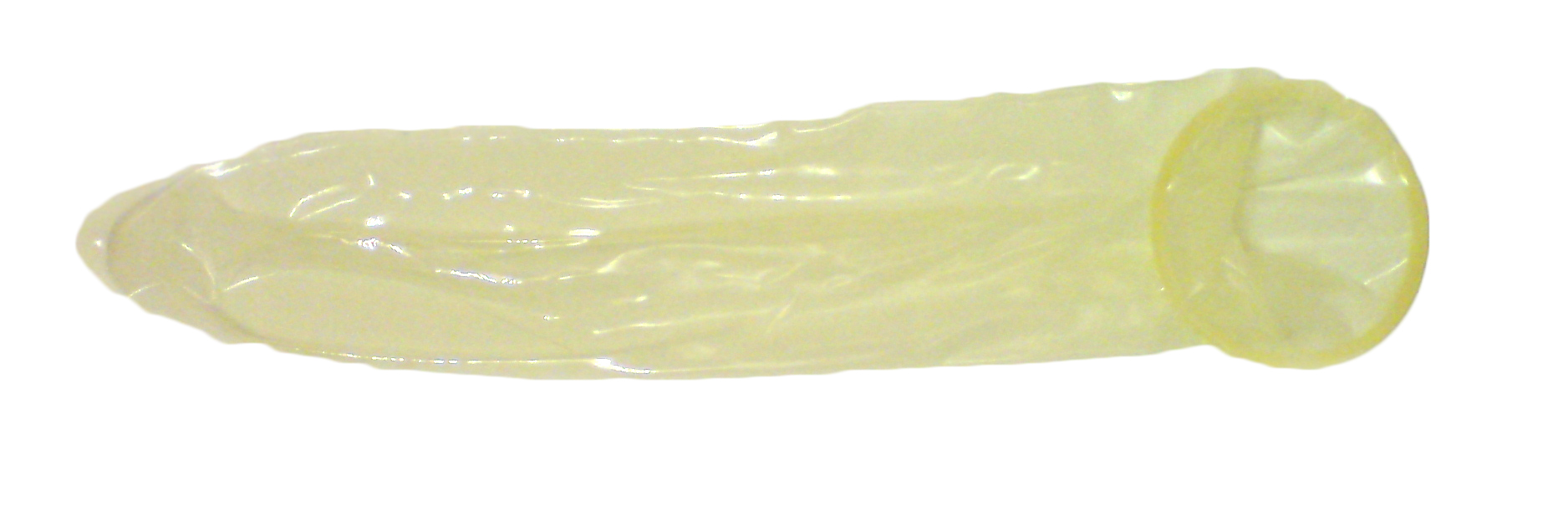
Een afgerold condoom ter illustratie; het condoom dient op de penis afgerold te worden

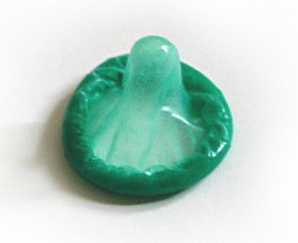
Condooms zijn in meerdere kleuren verkrijgbaar

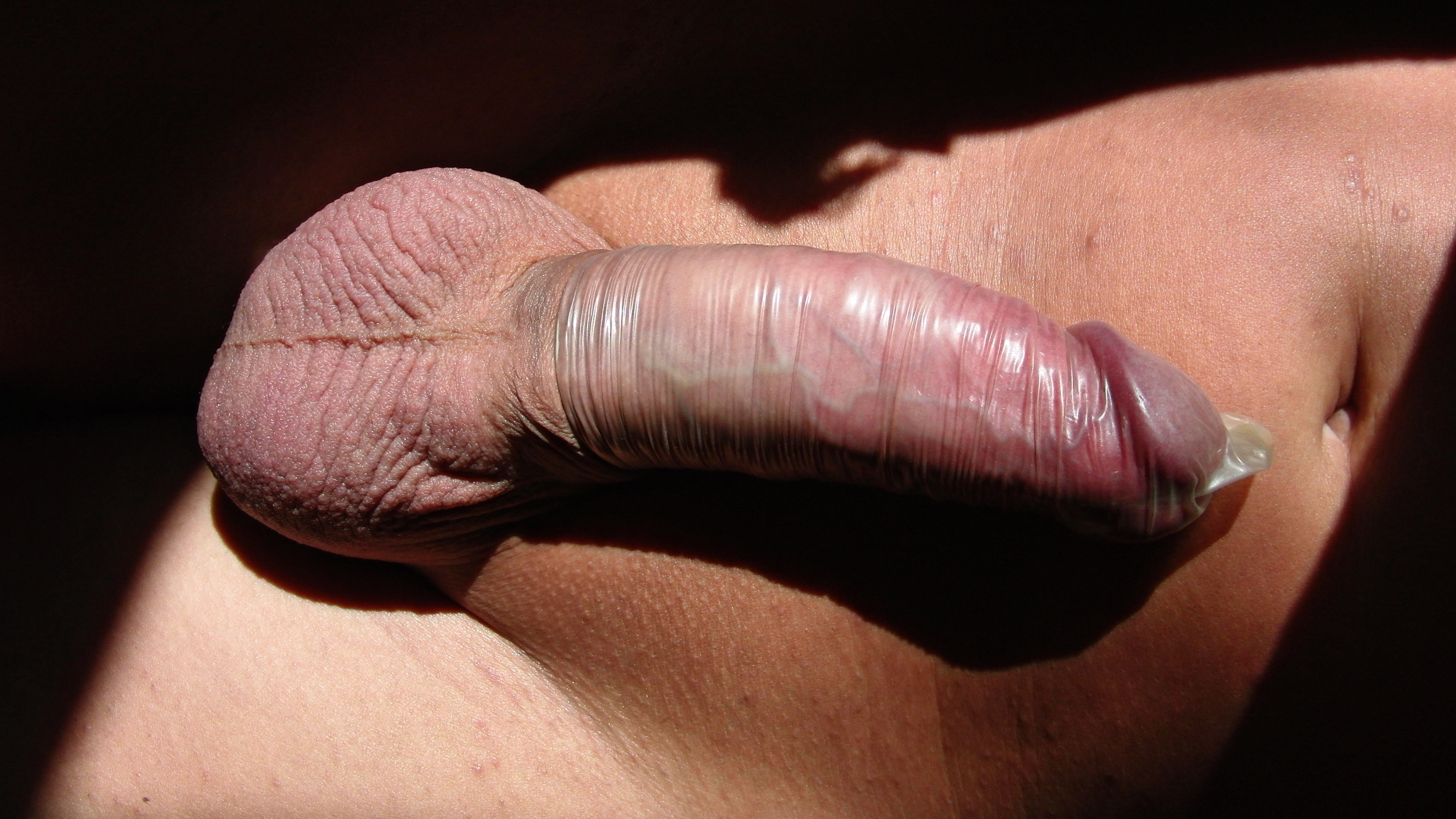
Volledig afgerold condoom over een stijve penis

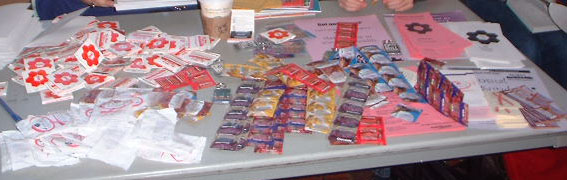
Verpakte condooms op een tafel

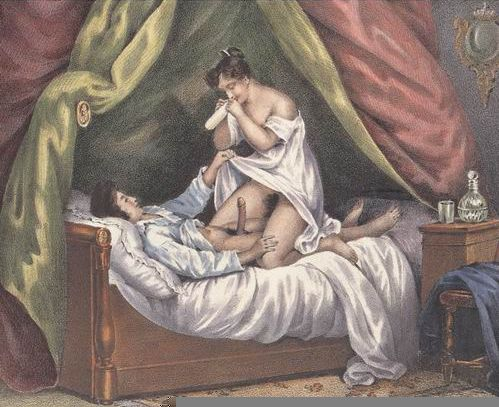
Afbeelding van Nicolas François Octave Tassaert uit ca. 1860

Een condoom is een anticonceptiemiddel in de vorm van een hoesje, dat wordt gebruikt om de penis gedurende de geslachtsgemeenschap te omhullen met als doel:
- het sperma op te vangen om de kans op zwangerschap te verkleinen
- het fysiek contact tussen de penis en de andere partner te voorkomen als bescherming tegen seksueel overdraagbare aandoeningen (SOA)
- de duur van de geslachtsgemeenschap te verlengen door middel van een verdovend middel
- de geslachtsgemeenschap (of andere seksuele belevenissen) aangenamer te maken, denk aan condooms met diverse (soms exotische) smaken of aan condooms met stimulerende nopjes, ribbeltjes en/of haartjes

Gewoonlijk wordt het condoom gemaakt van latex. Voor mensen met een latexallergie zijn er ook condooms van kunststof of (schapen)darm.
Condooms vallen onder de medische hulpmiddelen.
Het condoom is opgenomen in de lijst van essentiële medische hulpmiddelen van de WHO.

## Historie
De Italiaanse anatoom Gabriele Falloppio maakte in zijn postuum verschenen werk Morbo Gallico (1564) als eerste gewag van "een linnen kapje, gedrenkt in een kruidenlotion of bevochtigd met speeksel,  dat op de top van de fallus moet worden aangebracht". De pogingen om condooms te maken uit geweven stoffen zijn echter op niets uitgelopen. 
De eerste condooms die wel effectief werkten, werden gemaakt van schapendarm of andere materialen van dierlijke oorsprong. Er zijn nog steeds condooms van dit type te koop voor mensen met een allergie voor rubber, en ook omdat ze beter in staat zouden zijn om gevoel en lichaamswarmte over te dragen dan condooms gemaakt van synthetische stoffen. Ze zijn echter niet zo efficiënt als contraceptiemiddel of om seksueel overdraagbare aandoeningen te voorkomen.
De productie van condooms in latex was een grote stap voorwaarts omdat ze zowel veel doeltreffender als betaalbaarder waren dan de versie gemaakt van natuurlijke materialen. In de eerste helft van de 20e eeuw was, bijvoorbeeld om religieuze redenen, op veel plaatsen de verkoop van condooms verboden, en later werd de verkoop vaak alleen toegestaan als een methode om ziekte te voorkomen.
Een verdere verbetering van het condoom werd gevonden in het topje (reservoir) dat ruimte gaf voor het sperma na ejaculatie. Een andere poging om het condoom te verbeteren: de korte kap die alleen de eikel afdekte, was een ernstige mislukking.
In de laatste 20 jaar zijn condooms verschenen in verschillende maten, kleuren, vormen, geuren en smaken. Sommige varianten worden verkocht voor extra stimulatie gedurende de geslachtsgemeenschap, andere zijn speciaal bedoeld voor orale seks of anale seks. De meeste condooms bevatten een glijmiddel met tegenwoordig vaak een zaaddodende werking, maar dit is geen afdoend alternatief voor het gebruik van een apart zaaddodende pasta.
Er zijn ook condooms van polyetheen en polyurethaan. Hoewel deze niet hetzelfde gebruikscomfort hebben als de latex uitvoering zijn deze wel nuttig voor mensen met een latexallergie.

## Het vrouwencondoom
Sinds 1920 is het vrouwencondoom ontwikkeld. Dit is groter dan het mannencondoom en heeft een versterkte ringvormige opening. Het is ontworpen om voor de gemeenschap in de vagina te worden aangebracht. Een vrouwencondoom is dus niet bruikbaar bij anale seks.

## Maatschappelijke ontwikkelingen
Sinds de onderkenning van het gevaar van aids wordt er door vele organisaties wereldwijd gehamerd op het gebruik van condooms als een middel om de verspreiding van aids tegen te gaan. Condooms worden vaak in kleine projecten gratis aangeboden om het aantal geslachtsziekten terug te dringen. Veelal wordt een specifieke groep benaderd, zoals dragers van het hiv.

## Standpunt van de Katholieke Kerk
Verschillende religies, waaronder het katholicisme, verbieden het gebruik van kunstmatige contraceptie en dus ook van het condoom als contraceptief middel. De Katholieke Kerk verbiedt dit omdat het volgens haar de band tussen de huwelijksdaad en de mogelijkheid tot voortplanting op een ongeoorloofde wijze verbreekt. Ook in de strijd tegen aids propageert zij niet het massaal verstrekken van condooms omdat dit veeleer aanleiding zou geven tot losbandigheid (in de zin van "vrije seks") met een averechts effect tot gevolg. Om deze ziekte tegen te gaan propageert zij veeleer de abc methode (abstinence, be faithful en character of condom).
Overigens kan het gebruik van het condoom om een ziekte te voorkomen in bepaalde omstandigheden geoorloofd zijn. De encycliek Humanae Vitae preciseert :
"De Kerk acht evenwel het gebruik van de therapeutische middelen die voor de genezing van de ziekten van het lichaam noodzakelijk zijn volstrekt niet ongeoorloofd, zelfs niet wanneer men kan voorzien, dat deze tot verhindering van de voortplanting zullen leiden, mits deze verhindering, om welke reden ook, maar niet rechtstreeks wordt beoogd."

## Effectiviteit

Het afrollen van een condoom over een penis in erectie

Als anticonceptiemiddel hebben condooms het voordeel dat ze vrijwel geen bijwerkingen hebben. Bovendien bieden ze bescherming tegen seksueel overdraagbare aandoeningen.
De theoretische bescherming die een condoom biedt is heel hoog (bij gebruik gedurende één jaar wordt 96% van de vrouwen niet zwanger), maar in de praktijk wordt een veel slechter resultaat gezien. Dit komt doordat veel mensen het condoom niet op de juiste manier gebruiken. Zelfs het aanraken van de vrouwelijke geslachtsdelen met dezelfde hand die gebruikt is om het condoom te verwijderen, zonder deze goed te wassen, kan tot een zwangerschap leiden. Veel mannen blijken verder niet goed te weten hoe een condoom omgedaan moet worden; dit kan resulteren in afglijden of breken van het condoom gedurende het geslachtsverkeer.
Een nadeel van condooms is het verminderd gevoel van het lichaamscontact. Sommige mannen voelen zelfs helemaal niets meer met een condoom. Hierdoor verdwijnt de erectie weer snel en wordt een geslachtsdaad zo goed als onmogelijk. Met name besneden mannen ervaren dit probleem. Hun eikel is stukken minder gevoelig dan die van een onbesneden man, waardoor het condoom een grote belemmering vormt bij de geslachtsdaad. Soms -maar niet altijd- helpt het om een dunner exemplaar te gebruiken.
Bij het gebruik van condooms wordt doorgaans rekening gehouden met de volgende zaken:
- De houdbaarheidsdatum. Bij oudere condooms wordt het latex bros en minder flexibel, waardoor ze sneller kunnen lekken of scheuren. Verder kan het latex ook gevoelig zijn voor een te hoge temperatuur.
- Voor anale seks zijn er extra sterke condooms. Deze condooms zijn dikker dan standaard condooms en bieden daardoor een veilig gevoel. Voor anale seks zijn standaard condooms ook goed bruikbaar als er voldoende glijmiddel wordt gebruikt en het na een kwartier wordt vervangen. Ieder condoom dat volgens de Europese richtlijnen is goedgekeurd, is veilig om te gebruiken voor vaginale én anale seks.[1]
- Condooms met speciale smaken en vormen bieden vaak geen goede bescherming. Ze zijn eerder bedoeld om de seks leuker en spannender te maken. Standaard condooms met smaak bieden wel voldoende bescherming. Smaak wordt toegevoegd om orale seks aangenamer te maken en gelijktijdig tegen soa's te beschermen. Ook de geur van deze condooms is prettiger dan de standaard rubberlucht van een normaal condoom.
- Scherpe nagels en sieraden kunnen een scheur in het condoom veroorzaken.
- Het condoom wordt aangebracht als de penis volledig in erectie is en voordat er enig contact met de vagina is.
- De eikel wordt vrijgemaakt door de voorhuid naar achteren te schuiven. Dit kan scheuren van het condoom voorkomen en geeft meer bewegingsvrijheid.
- Het reservoirtopje van het condoom wordt stevig dichtgedrukt en vastgehouden tijdens het aanbrengen, zodat er ruimte blijft voor het ejaculaat, maar er geen luchtbel in het condoom komt. Dit is om knappen van het condoom te vermijden.
- Glijmiddelen dienen condoom-veilig te zijn. Middelen op oliebasis maken het latex poreus, omdat zowel het glijmiddel als het latex apolair zijn. Een glijmiddel kan bij een droge vagina scheuren van het condoom voorkomen.
- Onmiddellijk na de ejaculatie wordt de nog erecte penis met condoom teruggetrokken uit de vagina. De rand van het condoom wordt hierbij vastgehouden om afglijden te voorkomen.
- Condooms kunnen maar eenmaal worden gebruikt.
- Twee condooms over elkaar dragen biedt geen extra bescherming, maar verhoogt de kans dat ze door schuren kapotgaan.

## Soorten condooms

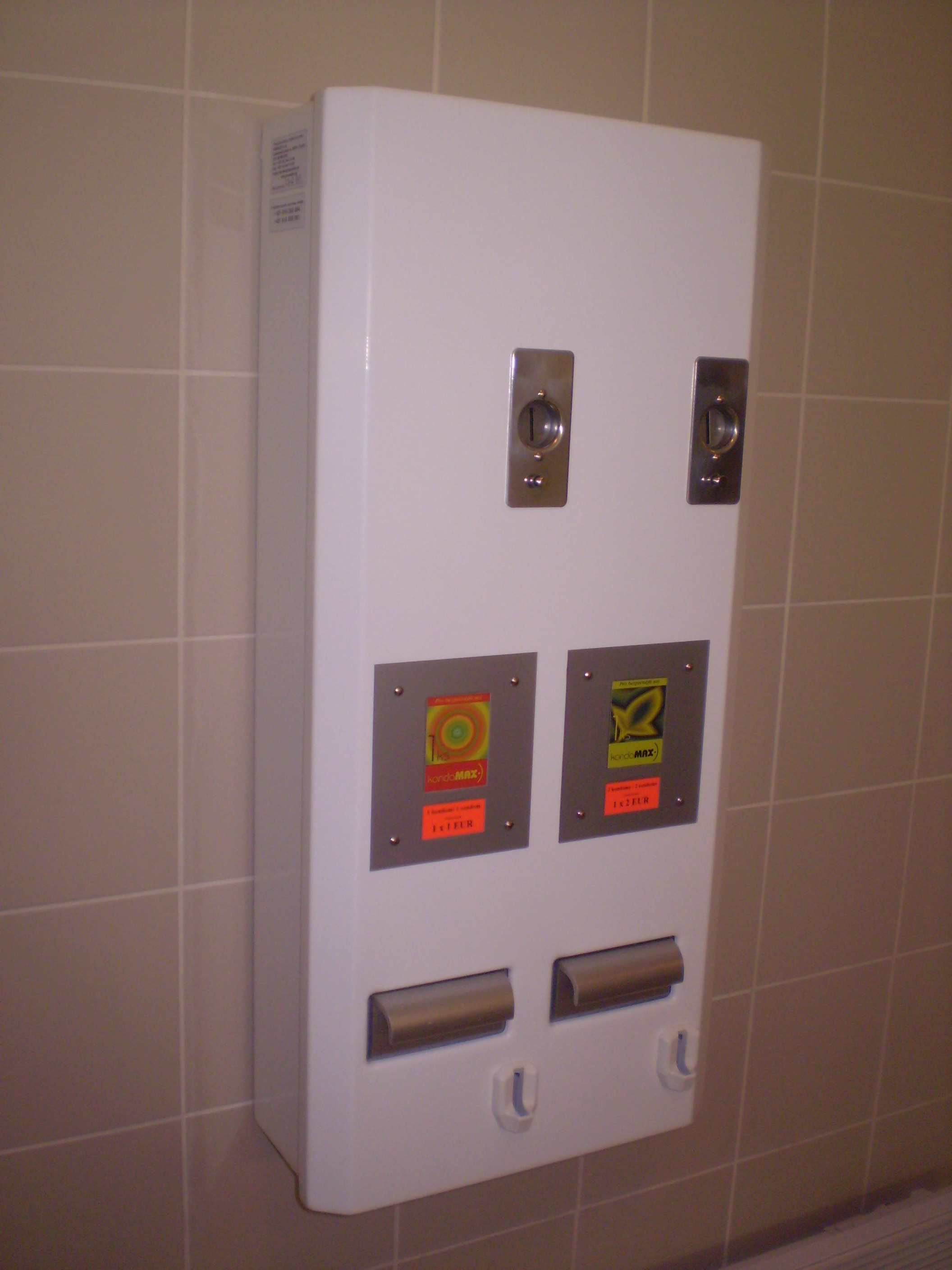
Condoommachine in Slowakije

Tegenwoordig is er niet enkel meer een standaard condoom verkrijgbaar maar zijn ze te koop in diverse soorten en maten. Zo zijn er onder andere de volgende condoomsoorten:
- Standaard condoom
- Ultra dun condoom: een condoom dat dunner is dan normale condooms
- Condooms met een slimme aanbrengtechniek, zoals Wingman condooms.
- Ribbel/Noppen condoom: een standaard condoom dat is voorzien van ribbels, noppen of ribbels en noppen gezamenlijk.
- Smaak condoom: een standaard condoom voorzien van glijmiddel met een smaak zoals aardbei, appel, banaan of andere smaken.
- Orgasme vertragende condooms: deze condooms zijn meestal voorzien van een middel dat de gevoeligheid van de penis verlaagt. Dit heeft als gevolg dat de man minder gestimuleerd wordt en daardoor zijn hoogtepunt uit kan stellen. Maar er zijn ook condooms die op een natuurlijke manier het mannelijk orgasme kunnen vertragen, deze condooms zijn vaak dikker boven in het condoom bij de eikel. Hierdoor heeft de man minder stimulans, waardoor hij het iets langer vol kan houden dan normaal.
- Sterke condooms: dit zijn condooms die dikker zijn dan standaard condooms en daarmee een veiliger gevoel kunnen geven. Sterke condooms zijn veelal geschikt voor anale seks.
- XS condooms: condooms met een kleinere nominale breedte dan de standaard condooms, bedoeld voor mannen met een kleiner geslachtsdeel zodat het condoom tijdens de gemeenschap niet af kan glijden en dus beschermt tegen ongewenste zwangerschappen en soa's.
- XL condooms: condooms met een bredere nominale breedte dan de standaard condooms, bedoeld voor mannen met een groter geslachtsdeel zodat het condoom tijdens de gemeenschap niet knelt of kapot gaat.
- Verzorgend condoom: een condoom voorzien van een verzorgend glijmiddel met aloë vera in plaats van standaard glijmiddel.
- Latexvrije condooms: voor mensen met een latexallergie die dus niet tegen latex condooms kunnen.
- Vrouwencondooms: Deze condooms moeten door de vrouw vaginaal ingebracht worden.
- Honingraat structuur condooms: voorzien van een ultradunne honingraat structuur die over het condooms heenloopt. Naast extra stimulerend maakt deze structuur de condooms ook sterker. Wanneer er druk om het condoom komt te staan, rekken de hexagonen naar zes kanten uit. Ontstaat er onverhoopt toch een scheurtje, dan scheurt niet gelijk het hele condoom, maar alleen een van de hexagonen.

## Online verkoop

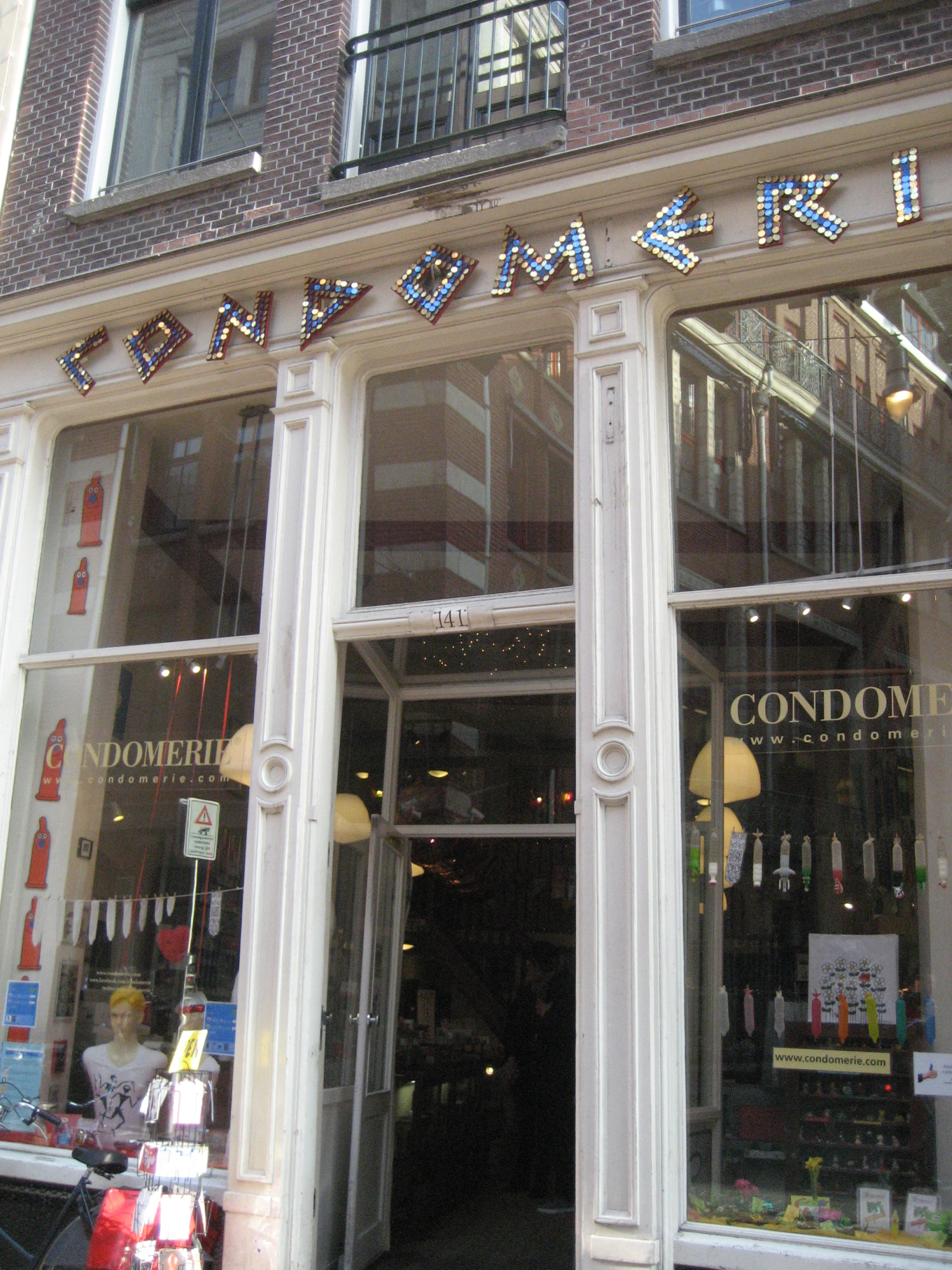
Condoomwinkel
(Warmoesstraat, Amsterdam)

Buiten het zeer brede aanbod van condooms bij de diverse drogisterijen, apothekers, en andere winkelketens bestaan er voor een grote groep mensen die moeite hebben om condooms en andere seksgerelateerde artikelen in een winkel te kopen, tevens websites waar men artikelen kan bestellen. Vooral webwinkels staan er om bekend om condooms tegen lagere prijzen aan te bieden en bieden ook grootverpakkingen condooms aan. Bij veel webwinkels is het assortiment condooms ook veel breder dan in de winkels.

## Stealthing
Stealthing is het tijdens de seks afdoen van een condoom zonder instemming van de ander. Omdat de ander hiermee blootgesteld wordt aan eventuele soa's of ongewenste zwangerschappen kan dit gelden als een schending van de lichamelijke integriteit. In sommige landen zoals Zwitserland, Duitsland en het Verenigd Koninkrijk is het anno 2020 strafbaar als seksueel geweld.